# Aldo Killy
Pour les articles homonymes, voir Aldo et Killy (homonymie).
Arnaldo Zucconi, connu sous son nom de scène Aldo puis Aldo Killy, est un chanteur français des années 1960 né à Milan le 6 janvier 1938 et mort à Fréjus le 6 janvier 2018.

## Carrière artistique
Aldo Killy publie sept 45 tours entre 1964 et 1968. Son disque Un Matin/ Je ne vis que pour toi est l'objet d'une importante publicité en Belgique en 1965.
Il est l'un des concurrents du concours Rose de France d'Antibes en 1966 avec Trois roses rouges.
Cette même année, il participe à une tournée organisée par Roland Hubert à travers la France avec Alain Barrière, Los Incas, Valérie Lagrange, Marjorie Noël et Pierre Provence. Ils sont victimes d'un accident de la route alors qu'Aldo Killy conduit.
Publié par Columbia EMI, il passe à la fin de sa carrière à Disc'AZ.
En 1977, il édite un disque de Heitor Villa-Lobos à destination des enfants : Francette et Pia.

## Discographie

### EP 45 tours
- 1964 : Ces vagues bleues (sous le nom de « Aldo ») (Columbia EMI) (Ces vagues bleues : Hubert Ithier/ Paul Piot, Mon cœur crie que c'est l'amour : Hubert Ithier/ F. et D. Daniels, Chaque jour (No greater love) : Christine Fontaine/ Michaël Carr ; Celle que j'aime : Ralph Bernet/ Charles Tobias)
- 1964 : Je n’ai jamais pu t’oublier (Columbia) (Je n'ai jamais pu t'oublier (In ginocchio di te) : Z. Ambrini/ Migliacci/ Franck Gérald), Tiens-moi bien serré : Ivor Slaney/ Marcel Stellman/ Fernand Bonifay, Sapore di sale : Gino Paoli/ Hubert Ithier, Avant de partir : Jacques Revaux/ Johny Rech)
- 1965 : Un matin (Columbia / EMI) (Un matin : Guy Magenta/ Billy Nencioli, Je prie pour toi : Guy Magenta/ Ralph Bernet, Je ne vis que pour toi : Paul Piot/ Jean-Claude Annoux, Ne me dis pas : René Maillard/ Max Blatière)
- 1965 : Je n’ai jamais su parler d’amour (EMI / Columbia / Pathé-Marconi) (Je n’ai jamais su parler d’amour : Paul Piot/ Billy Nencioli, Toi aussi, un jour : Janko Nilovic, Guy Bertret, Tais-toi "Cryin', sobin', wailin' : N. Jonas/ Bacharach/ A. Fervil, Pourquoi le ciel est gris ce soir "When it's all over" : G. Robinson/ N. Levenson/ Billy Nencioli)
- 1966 : Un amour merveilleux (Columbia / EMI / Pathé-Marconi) (Trois roses rouges : Jean-Claude Annoux/ Pierre Cour, Un amour merveilleux : Paul Piot/ Valérie Sarn, Du côté du soleil : J. Ricotta/ Christian Sarrel/ Eddy Marnay, Notre amour ne finira jamais : Christian Sarrel/ E. Marnay)
- 1967 : Quelle fiesta ! (Columbia / EMI) (Quelle fiesta (what a party) : Hugo/ Luigi/ George D. Weiss/ ad. A. Fervil, Cet air-là : Beethoven, arr. Bill Ivory/ A. Fervil, Dommage, dommage (Too bad, too bad)[7] : Paul Vance/ Lee Pockriss/ ad. Hubert Ithier[8], La Mélodie : Francis Fumière/ Pierre Barouh)
- 1968 : Ce soir ou jamais (Disc'AZ) (Ce soir ou jamais : Eddy Marnay/ Francis Lumière, Je ne suis plus l'homme que j'étais : Billy Nencioli/ Francis Fumière, Dans mon cœur inutile : Henri Gougaud/ Gary Brooker, Le soleil est bleu : Michel Jourdan/ Francis Fumière)